# Satisfaction (chanson)
Pour les articles homonymes, voir Satisfaction (homonymie).
Singles de Benny Benassi featuring The Biz
Able to Love
(2003)
Satisfaction est une chanson du DJ italien Benny Benassi featuring The Biz, première chanson extrait du premier album Hypnotica de Benny Benassi. Ce titre marque le début de la carrière internationale de Benny Benassi. En France, le titre est le tube dance de l'été, et a été le plus diffusé dans les clubs en 2003. Le titre a atteint la 26e place des singles les plus vendus dans le monde, un rang remarquable pour un titre electro.

## Versions
| #   | Titre                                          | Durée |
| --- | ---------------------------------------------- | ----- |
| 1.  | Satisfaction (Radio Edit)                      | 3:12  |
| 2.  | Satisfaction (Isak Original)                   | 6:39  |
| 3.  | Satisfaction (Voltaxx Radio Edit)              | 3:42  |
| 4.  | Satisfaction (Greece Dub)                      | 6:40  |
| 5.  | Satisfaction (Robbie Rivera Remix)             | 7:51  |
| 6.  | Satisfaction (Steve Murano Remix)              | 8:24  |
| 7.  | Satisfaction (Voltaxx Remix)                   | 5:43  |
| 8.  | Satisfaction (DJ I.C.O.N. Remix)               | 5:29  |
| 9.  | Satisfaction (B-Deep Remix)                    | 6:28  |
| 10. | Satisfaction (Isak Original Instrumental)      | 6:39  |
| 11. | Satisfaction (Greece Dub Instrumental)         | 6:40  |
| 12. | Satisfaction (Isak Original Edit)              | 4:06  |
| 13. | Satisfaction (Shifta remix)                    | 4:33  |
| 14. | Satisfaction (Afrojack remix)                  | 4:31  |
| 15. | Satisfaction (Dimitri Vegas & Like Mike Remix) | 6:39  |

## Liste des pistes
| CD single 1. Satisfaction (Isak original edit) —4:06 2. Satisfaction (Isak original) —6:36 CD single 1. Satisfaction (Isak original edit) —3:58 2. Satisfaction (DJ Ruthless and Vorwerk mix) —6:04 3. Satisfaction (B. Deep remix) —6:27 4. Satisfaction (Isak original) —6:36 5. Satisfaction (acapella)—6:15 CD maxi 1. Satisfaction (Mokkas radio) —3:54 2. Satisfaction (Voltaxx radio remix) —3:39 3. Satisfaction (Voltaxx extended remix) —5:39 4. Satisfaction (Isak original) —6:36 5. Satisfaction (Greece dub) —6:38 6. Satisfaction (B. Deep remix) —6:27 7. Satisfaction (DJ ICON remix) —5:29 | 12" maxi 1. Satisfaction (Isak original)—6:36 2. Satisfaction (DJ ICON remix)—5:29 3. Satisfaction (Voltaxx remix)—5:39 4. Satisfaction (Greece dub)—6:38 5. Satisfaction (B. Deep remix)—6:37 12" maxi - Remixes 1. Satisfaction (Robbie Rivera remix)—6:14 2. Satisfaction (surprise package) —8:28 |

## Classement et ventes
| Classement (2003)                 | Meilleure position |
| --------------------------------- | ------------------ |
| Australie ARIA Singles Chart      | 10                 |
| Belgique (Flanders) Singles Chart | 14                 |
| Belgique (Wallonie) Singles Chart | 4                  |
| Danemark Singles Chart            | 17                 |
| Pays-Bas Top 40                   | 16                 |
| France SNEP Singles Chart         | 4                  |
| Allemagne Singles Chart           | 38                 |
| Irlande Singles Chart             | 11                 |
| Suisse Singles Chart              | 44                 |
| Royaume-Uni Singles Chart         | 2                  |
| Royaume-Uni Dance Chart           | 1                  |

| Classement (2003)                 | Position |
| --------------------------------- | -------- |
| Australie Singles Chart           | 81       |
| Belgique (Flandre) Singles Chart  | 43       |
| Belgique (Wallonie) Singles Chart | 20       |
| Pays-Bas Top 40                   | 83       |
| France Singles Chart              | 14       |

| Pays       | Certification | Date              | Ventes  |
| ---------- | ------------- | ----------------- | ------- |
| Australie  | Or            | 2003              | 35,000  |
| Belgique   | Or            | 4 octobre 2003    | 20,000  |
| France     | Or            | 24 novembre 2003  | 250,000 |
| États-Unis | Or            | 1er décembre 2009 | 500,000 |

### Classement bilan 2003
| Classement général de l'année 2003  | Position |
| ----------------------------------- | -------- |
| France Club 40 Classement des clubs | 1        |
| France Airplay Classement Radio     | 51       |